# Крус Санчес, Кристьян
Кристьян Крус Санчес (исп. Cristhian Cruz Sánchez; род. 7 февраля 1992) — перуанский шахматист, гроссмейстер (2012).
Участник 3-х Американских континентальных чемпионатов (2014, 2017—2018).
В составе сборной Перу участник 3-х олимпиад (2006, 2016, 2018).
Участник 4-х командных чемпионатов Испании в составе клуба «Sabadell» (2008—2009) и в составе команды шахматной школы Барселоны (2013—2014).

## Изменения рейтинга
| Графики недоступны из-за технических проблем. См. информацию на Фабрикаторе и на mediawiki.org. |